# 8 Волос Вероники
8 Волос Вероники (лат. 8 Comae Berenices), HD 107168 — одиночная звезда в созвездии Волос Вероники на расстоянии приблизительно 278 световых лет (около 85,3 парсек) от Солнца. Видимая звёздная величина звезды — +6,266m. Возраст звезды определён как около 724 млн лет.

## Характеристики
8 Волос Вероники — белая звезда спектрального класса A8, или A8m, или A6-F1, или A5IIIm, или A3. Масса — около 2,2 солнечной, радиус — около 2,095 солнечного, светимость — около 18,197 солнечной. Эффективная температура — около 8121 K.

## Планетная система
В 2019 году учёными, анализирующими данные проектов HIPPARCOS и Gaia, у звезды обнаружена планета HIP 60087 b.